# Сорокин, Иван Васильевич
Иван Васильевич Соро́кин (1922—2004) — советский и российский художник. Народный художник РСФСР (1990).

## Биография
Родился 21 мая 1922 года в селе Гавриловское. Мать — Сорокина Анна Григорьевна (1884—1970).
В 1930 году с семьёй переехал в Москву, где проживал во 2-м Волконском переулке, около Самотёчной площади, учился в школе на ул. Садовой, на месте которой в 1970 году был построен театр Образцова.
Первым школьным учителем был Николай Иванович Нестеров, преподаватель рисования и черчения, благодаря которому Иван Сорокин решил стать художником.
В 1939 году в Москве на Каляевской улице открылась средняя художественная школа, и после второй попытки Сорокин был принят в 5-й класс, к преподавателю Василию Васильевичу Почиталову. Учился вместе с Гелием Аркадьевым, будущим художником-постановщиком мультипликационных фильмов.
В 1940 году за композицию «Переправа Конной армии» получил первую премию.
В сентябре 1941 года школа эвакуировалась в Башкирию, в село Воскресенское.
Летом 1942 года вместе с другими учениками старшего возраста Иван был призван в армию.
В 1943 году окончил военное училище в Болшеве по специальности минёр-подрывник и в звании лейтенанта уехал на фронт. Находился под Витебском, в штурмовой бригаде, когда в 1944 году с передовой был отозван Главным Политуправлением в Студию военных художников имени М. Б. Грекова. Из студии в качестве военного художника выезжал на фронты в Ленинград, в Финляндию, Норвегию, Польшу, Германию. Созданные по рисункам и этюдам произведения экспонировались на выставках военных и послевоенных лет. Особенно впечатляющей стала картина «Данциг. 1945 год». Впечатления боевых лет легли в основу картины «Год сорок пятый. Домой в Россию».
Осенью 1945 года студией им. Грекова направлен на учёбу в московский художественный институт имени В. И. Сурикова.
В 1952 году окончил московский художественный институт, мастерская С. В. Герасимова.
В 1953 году Сорокин отправляется в поездку по Енисею и Ангаре с художником В. Ф. Стожаровым, и вместе с ним организовал первую персональную выставку. В этом же году был принят в Союз художников СССР.
Ездил на целинные земли Казахстана с художниками В. Ф. Стожаровым и В. С. Захаркиным, в Архангельск, на Новую Землю, участвовал в 3-й выставке молодых художников Академии художеств СССР, в 3-й выставке произведений молодых художников Москвы и Московской области Академии художеств СССР.

В 1958—59 годах работал в Дагестане с художником В. Е. Цигалем. С 1959 года — постоянный участник республиканских и всесоюзных выставок. Персональные выставки Сорокина проходили Москве, Таллине, а также за рубежом.
Среди учеников Сорокина были художники А. Ф. Добрягин, А. Н. Шкурко.
С 1995 года — член-корреспондент Российской академии художеств, а с 1997 — академик РАХ.
Картины Сорокина находятся в Третьяковской галерее, Русском музее, в музеях многих городов России, а также зарубежных частных коллекциях.
Умер в 2004 году. Похоронен в Москве на Ваганьковском кладбище. на участке 9. рядом жена Каплан Фаня Максовна (14.06.1913 - 1995) - художник , мастер жанровых работ, портретов, натюрмортов и пейзажей.

## Награды и премии
- народный художник РСФСР (1990)
- Государственная премия РСФСР имени И. Е. Репина (1980) — за серию пейзажей «Любовь моя — Россия»: «Март. Последний снег», «Москва. Фрунзенская набережная», «Красная площадь», «Осенний вечер в Москве», «Зима в Суздале»
- Серебряная медаль АХ СССР (1988)
- Золотая медаль РАХ (1999)
- Золотая медалью, посвященная 200-летию со дня рождения A. С. Пушкина
- лауреат премии мэрии Москвы в области литературы и искусства за серию живописных работ, посвящённых Москве
- орден Отечественной войны II степени (1985)
- медаль «За победу над Германией в Великой Отечественной войне 1941-1945 гг.»
- медаль «За боевые заслуги»

## Галерея
- Виртуальный музей И. В. Сорокина